# Гремио Бразил
«Гре́мио Брази́л» (порт. Grêmio Esportivo Brasil), либо полностью «Гремио Эспортиво Бразил» — бразильский футбольный клуб из города Пелотас, штат Риу-Гранди-ду-Сул. Чемпион штата 1919 года, бронзовый призёр чемпионата Бразилии 1985 года. В 2023 году будет выступать в Серии D Бразилии.

## История
Клуб был основан 7 сентября 1911 года в день независимости Бразилии, по этой причине в названии клуба присутствует название страны — Brasil. Первоначально цветами команды были жёлтый и зелёный (национальные бразильские цвета), но позже они были изменены на красный и чёрный (цвета не существующего ныне клуба «Диамантинос»), поскольку у соперника «Гремио Бразил» — ФК «Пелотас» — было схожее сочетание цветов — синий и жёлтый.
В 1985 году «Гремио Бразил» дошёл до полуфинальной стадии чемпионата Бразилии в Серии А, но уступил право играть в финале «Бангу» из Рио-де-Жанейро. Третье место по итогам первенства остаётся высшим результатом в истории клуба.
В последующие годы результаты команды пошли на убыль. «Гремио Бразил» скатился в низшие лиги, и даже вылетел из высшего дивизиона чемпионата штата. В 2004 году «Гремио Бразил» праздновал победу во Втором дивизионе Лиги Гаушу и это был первый титул команды за многие десятилетия.
15 января 2009 года команда возвращалась с товарищеского матча против «Санта-Круза», недалеко от Кангусу автобус сорвался в 40-метровый кювет. Погибли лучший нападающий команды уругваец Клаудио Милар, защитник Режис, и тренер вратарей Джиовани. Более 20 человек получили травмы разной степени тяжести. Среди них бывший вратарь сборной Бразилии, победитель Кубка Либертадорес 1995 Данрлеи.
Главным соперником «Гремио Бразил» является «Пелотас». Противостояние двух клубов называется Бра-Пел.

## Достижения
- Чемпион штата Риу-Гранди-ду-Сул (1): 1919
- Чемпион второго дивизиона штата (2): 1961, 2004
- Бронзовый призёр чемпионата Бразилии (1): 1985